# Морель-Мишо, Элис
Элис Морель-Мишо (фр. Alice Morel-Michaud; род. 31 октября 1998, Монреаль, Квебек, Канада) — канадская актриса.

## Биография
Элис Морель-Мишо начала актёрскую карьеру в 6 лет. Она училась в средней школе, специализирующейся на театре.
В 2011 году Элис снялась в роли Шанталь в фильме «Дрожь холмов»,а в 2012 году сыграла роль Джули Морно в фильме «Короли льда», которая принесла ей наибольшую известность.
В настоящее время живёт в Монреале. С 2015 года она состоит в отношениях с актёром Энтони Терриеном.

## Фильмография
| Год       |     | Русское название               | Оригинальное название                       | Роль                        |
| --------- | --- | ------------------------------ | ------------------------------------------- | --------------------------- |
| 2005      | ф   | Аврора                         | Aurore                                      | Аврора Ганьон в 6 лет       |
| 2005      | с   | Живой товар                    | Human Trafficking                           | Иванка                      |
| 2006      | кор | —                              | Les adieux                                  | София                       |
| 2006      | с   | —                              | Nos étés                                    | Эстель Форгет в 6 лет       |
| 2006      | ф   | Справочник настоящего мстителя | Guide de la petite vengeance                | Лили                        |
| 2007      | с   | —                              | Kaboum                                      | Шарлотт Лафортун / Эрендира |
| 2007      | с   | Сестры Эллиот                  | Les soeurs Elliot                           | Мари Эллиот                 |
| 2007      | с   | —                              | Les invincibles                             | Симон                       |
| 2007—2013 | с   | —                              | La galère                                   | Лу                          |
| 2009      | ф   | Я помню                        | Je me souviens                              | Немезида                    |
| 2010      | с   | —                              | Toute la vérité                             | Хлоя Арсено                 |
| 2010      | ф   | —                              | Route 132                                   | маленькая Мод               |
| 2010—2014 | с   | Травма                         | Trauma                                      | Джули Лемьё в 10 лет        |
| 2011      | ф   | Дрожь холмов                   | Frisson des collines                        | Шанталь                     |
| 2011      | ф   | Посылка                        | Le Colis                                    | Жад                         |
| 2012      | с   | —                              | La Brigadière                               | Хлоя                        |
| 2012      | ф   | Короли льда                    | Les Pee-Wee 3D: L’hiver qui a changé ma vie | Джули Морно                 |
| 2014      | с   | —                              | Subito Texto                                | Мод Аллард-Фрейзер          |
| 2014      | ф   | —                              | Love Project                                | Ив                          |
| 2015      | кор | —                              | Lenni-Kim: Pourquoi tout perdre             | Эми                         |
| 2015—2016 | с   | —                              | Game On                                     | Джессика Шот                |
| 2016      | ф   | 100 миллионов евро 2           | Les Tuche 2 — Le rêve américain             | Дженнифер Каррингтон        |
| 2017      | кор | —                              | Manon aime le hockey                        | Джули Морно                 |
| 2017      | ф   | —                              | Junior Majeur                               | Джули Морно                 |
| 2017—2018 | с   | —                              | L’heure bleue                               | Клара Будриас               |
| 2018      | кор | —                              | Ferale                                      | н/д                         |

## Награды и номинации
| Год  | Награда                | Категория                                         | Название работы | Результат |
| ---- | ---------------------- | ------------------------------------------------- | --------------- | --------- |
| 2013 | Canadian Screen Awards | Лучшая женская роль второго плана                 | Короли льда     | Номинация |
| 2013 | Премия «Молодой актёр» | Лучшая молодая актриса в интернациональном фильме | Короли льда     | Победа    |